# Colter Wall
Colter Wall (født 27. juni 1995) er en canadisk country/western musiker. Han udgav sit debutalbum i 2017.

## Baggrund
Colter Wall er søn af politikeren Brad Wall, som var premierminister i provinsen Saskatchewan mellem 2007-18.

## Karriere
Wall udgav i marts 2015 sin første EP, kaldet Imaginary Appalachia. EP'en var en succes, og ledte til at Wall i maj 2017 udgav sit første studiealbum, det selvbetitlet Colter Wall.
Hans næste album Songs of the Plains blev udgivet i 2018, og efterfulgt af Western Swing & Waltzes and Other Punchy Songs i 2020. Herefter var en treårig pause, før han i 2023 udgav sit seneste album, Little Songs.

## Diskografi
Studiealbum
- Colter Wall (2017)
- Songs of the Plains (2018)
- Western Swing & Waltzes and Other Punchy Songs (2020)
- Little Songs (2023)

EP
- Imaginary Appalachia (2015)